# That's Not My Dog!
That's Not My Dog! es una película de comedia australiana de 2018 escrita y dirigida por Dean Murphy y protagonizada por Shane Jacobson. Cada uno de los miembros del reparto de la película se interpreta a sí mismo. La película tuvo un estreno cinematográfico limitado del 15 al 18 de marzo de 2018, que se extendió debido a la demanda popular del público.
El 31 de marzo de 2018, la película se agregó a la biblioteca del servicio de transmisión Stan, a pesar de que todavía se proyectaba en algunos cines. La película se lanzó en DVD el 9 de mayo de 2018 e incluye un vídeo detrás de escena.

## Sinopsis
La película se centra en Shane Jacobson, quien organiza una fiesta para su padre. Están invitadas las personas más divertidas que Shane conoce; las estrellas más importantes de Australia junto con varias leyendas de la música australiana que tocarían sus mayores éxitos en vivo durante toda la fiesta. Con poco o ningún desarrollo de trama o argumento, la película se basa en la premisa de que cada invitado no necesita traer nada excepto su chiste favorito, que cada uno procede a contar durante toda la noche.

## Elenco
Nota: Todos los miembros del elenco se interpretan a sí mismos.
- Michala Banas
- Christie Whelan Browne
- Paul Fenech
- Tim Ferguson
- John Foreman
- Paul Hogan
- Shane Jacobson
- Jimeoin
- Ed Kavalee
- Anthony Lehmann
- Fiona O'Loughlin
- Steve Vizard